# 김해삼계중학교
김해삼계중학교(金海三溪中學校)는 대한민국 경상남도 김해시 삼계동에 있는 공립 중학교이다.

## 학교 연혁
- 2003년 1월 4일 : 김해삼계중학교 6학급 설립 인가
- 2003년 3월 1일 : 제1대 한성건 교장 취임
- 2006년 2월 16일 : 제1회 졸업식 (졸업생수 261명)
- 2019년 3월 1일 : 김해삼계중학교 29(1)학급 인가
- 2022년 3월 1일 : 제10대 홍규희 교장 취임
- 2023년 2월 8일 : 제18회 졸업식(졸업생 274명, 총 졸업생 수 6,017명)
- 2023년 3월 2일 : 제21회 입학식(입학생 수 301명)

## 참고 자료
- 김해삼계중학교 - 한국교육학술정보원 학교알리미